# 银海区
银海区是中国广西壮族自治区北海市所辖的一个市辖区。总面积为423平方公里。1994年，設立銀海區。境内有北海银滩国家旅游度假区、北海福成機場和北海國際客運港，緊挨着北海火車站。耕地面積18012.91公頃，林地面積7095.4公頃，海岸線長115.6公里。

## 行政区划
银海区下辖4个镇：
福成镇、银滩镇、平阳镇和侨港镇。
2004年，西塘镇、咸田镇合并成立银滩镇。咸田鎮建制撤销。

## 人口
根据第七次全国人口普查结果，银海区人口数量为31.52万人，位列北海市各县区人口数量排行榜第3位，位列广西各县市区人口数量排行榜第65位。

## 交通

### 公路
- 柳北高速、 209国道、 228国道

### 航空
- 北海福成機場